# هوندا سی‌بی‌آر۲۵۰اف
هوندا سی‌بی‌آر۲۵۰اف (به انگلیسی: Honda CBR250F) یک موتورسیکلت چهار سیلندر اسپرت با حجم انجین ۲۴۹ سی‌سی (۱۵٫۲ مکعب مکعب) و توان خروجی ۴۵ اسب بخار از سری محصولات سی‌بی‌آر است که توسط کمپانی ژاپنی هوندا ساخته شده است. این محصول اولین بار در سال ۱۹۸۶ در ژاپن فروخته شد. و در سال ۱۹۹۶ در ژاپن متوقف شد، اما فروش آن در استرالیا تا سال ۲۰۰۰ ادامه یافت.
این موتورسیکلت در سال ۱۹۸۶ (۱۳۶۵) ساخته شد. در مسابقات موتور سیکلت در آن زمان محبوب بود. محدودیت‌های صدور مجوز در ژاپن نیز باعث شد که موتورسیکلت‌های با جابجایی کوچک بخش عمده‌ای از فروش موتورسیکلت را داشته باشند؛ بنابراین، موتورسیکلت ورزشی CBR250F متولد شد. سایر سازندگان ژاپنی نیز موتورسیکلت‌های اسپرت ۲۵۰ سی‌سی چهار سیلندر مانند سوزوکی GSX-R250، یاماها FZR250 و کاوازاکی ZXR250 را طراحی کردند.

## گالری تصاویر
- CBR250R {MC17)
- CBR250R(MC17)
- Honda CBR250R (MC19) with a Kawasaki Balius ZR250
- CBR250RR (MC22)
- CBR250RR (MC22)